# Marie-Anne Lescourret
Marie-Anne Lescourret (ou Marianne), née en 1951, est une journaliste, philosophe, traductrice, musicologue et biographe française.

## Biographie
Professeure associée d'esthétique à l'Institut d'histoire de l'art de l'université de Strasbourg, elle est l'auteure de plusieurs biographies intellectuelles, notamment de Rubens, Emmanuel Levinas, Goethe, Paul Claudel et Pierre Bourdieu.
Elle est également traductrice de l'allemand et de l'anglais ; elle a traduit en français des ouvrages de Ludwig Wittgenstein (Grammaire philosophique), Michael Dummett, Leszek Kołakowski, Charles Freeman, Richard S. Westfall et Bernard Williams.
Parallèlement, elle a produit des émissions musicales à France Culture et collaboré à plusieurs périodiques dont L'Express, Le Matin de Paris, Libération et Critique. Marie-Anne Lescourret est membre du Comité de rédaction et collaboratrice régulière de la revue Cités que dirige Yves-Charles Zarka.

## Réception
La biographie qu’elle a écrite sur Pierre Bourdieu a été jugée sévèrement par l’un des proches du sociologue, Didier Eribon qui dénonce erreurs et inexactitudes, mais l’ouvrage a été accueilli avec plus de bienveillance par Yves Charles Zarka par exemple, qui salue l'entreprise audacieuse de l'auteure, compte tenu du caractère controversé de l'œuvre et de l'héritage de Bourdieu.

## Ouvrages
- Rubens, Paris, J.-C. Lattès, 1990 ; rééd. 2003, coll. « Grandes biographies ».  (ISBN 2-08-210337-4)
- Emmanuel Levinas, Paris, Flammarion, 1994 ; rééd. 2005, coll. « Grandes biographies ».  (ISBN 2-08-210546-6)
- (éd.) L'intrigue de l'infini ; textes réunis et présentés par Marie-Anne Lescourret, Paris, Flammarion, « Champs », 1995.
- Goethe. La fatalité poétique, Paris, Flammarion, « Grandes biographies », 1998.  (ISBN 2-08-212523-8)
- Introduction à l'esthétique, Paris, Flammarion, « Champs », 2002.
- Claudel, Paris, Flammarion, « Grandes biographies », 2003.  (ISBN 2-08-212533-5)
- Pierre Bourdieu. Vers une économie du bonheur, Paris, Flammarion, « Grandes biographies », 2008.  (ISBN 978-2-08-210515-6)
- Pierre Bourdieu. Un philosophe en sociologie, Paris, PUF, coll. « Débats philosophiques », 2009.  (ISBN 978-2-13-057491-0)